# 红腹红尾鸲
红腹红尾鸲（学名：Phoenicurus erythrogastrus），是雀形目鹟科的一种鸟类。

## 特征
红腹红尾鸲体重约24.54克，翼长约96.6毫米，嘴峰长约15.6毫米，喙宽度约3.5毫米，喙厚度约3.6毫米，跗蹠长约26.2毫米，尾长约74毫米。红腹红尾鸲是部分迁徙的鸟类，其栖息在半开放的草原环境中，食性为肉食性，主要食物来源是陆生无脊椎动物。

## 亚种
- ：分布于高加索山脉至伊朗的南里海地区。
- ：分布于中亚至西藏东南部、中国南部、巴基斯坦和印度北部。[4]